# Indriķis Gedgovds
Indriķis Gedgovds (* 3. Dezemberjul. / 16. Dezember 1912greg. in Riga; † 5. Oktober 1943 ebenda) war ein lettischer Fußballspieler.

## Karriere und Leben
Indriķis Gedgovds entstammte dem litauischen Adelsgeschlecht Gedgaudai aus Seda. Er wurde als Sohn von Stanley Gedgovds (Stanislovas Gedgaudai, 1880–1918) und seiner Frau Berta (geb. Kariton, 1889–1982) geboren.
Gedgovds war in seiner Fußballkarriere in den 1930er Jahren für die Mannschaft des LSB Riga aktiv. Gedgovds kam dabei in den Spielzeiten 1931 und 1932 in der Virslīga, der höchsten lettischen Spielklasse zum Einsatz. Als groß gewachsener Spieler spielte Gedgovds zunächst als Stürmer, später als zentraler Mittelfeldspieler.
Gedgovds starb nach langer und schwerer Krankheit im Alter von 30 Jahren.

## Weblink
- Lebenslauf bei kazhe.lv (lettisch)

| Personendaten    | Personendaten                    |
| ---------------- | -------------------------------- |
| NAME             | Gedgovds, Indriķis               |
| ALTERNATIVNAMEN  | Gedgovds, Indrikis               |
| KURZBESCHREIBUNG | lettischer Fußballspieler        |
| GEBURTSDATUM     | 16. Dezember 1912                |
| GEBURTSORT       | Riga, Gouvernement Livland       |
| STERBEDATUM      | 5. Oktober 1943                  |
| STERBEORT        | Riga, Reichskommissariat Ostland |